# Give Your Heart a Break
Give Your Heart a Break è un brano della cantante statunitense Demi Lovato, pubblicato come secondo singolo dal suo terzo album Unbroken. Musicalmente è una ballata pop/R&B che incorpora l'uso dei tamburi, violini e archi.
Il video del singolo stato pubblicato il 24 marzo 2012 un teaser del video del brano sul suo account Facebook, e anche un altro il 28 marzo. La cantante viene raffigurata con un ragazzo. Il video è stato pubblicato integralmente il 3 aprile. La cantante ha cantato il brano durante i People Choiche's Award del 2012, dove ha ricevuto il premio per il miglior artista pop. Inoltre si è esibita per VEVO e all'American Idol. Il singolo è stato certificato disco di platino negli Stati Uniti, avendo superato il milione di copie vendute. Demi ha cantato Give Your Heart a Break dal vivo agli MTV Video Music Award del 6 settembre 2012.

## Tracce
1. Give Your Heart a Break – 3:26

## Classifiche
| Classifica (2012) | Posizione massima |
| ----------------- | ----------------- |
| Belgio (Fiandre)  | 32                |
| Brasile           | 8                 |
| Canada            | 19                |
| Honduras          | 21                |
| Nuova Zelanda     | 9                 |
| Stati Uniti       | 16                |
| Stati Uniti Pop   | 1                 |